# عطا دمیرر
عطا دمیرر (انگلیسی: Ata Demirer؛ زادهٔ ۶ ژوئیهٔ ۱۹۷۲ شهر بورسا) فیلمساز و استندآپ کمدین اهل کشور ترکیه است. وی جزو بهترین استندآپ کمدین‌های ترکیه محسوب می‌شود. از مهمترین فیلم‌هایی که عطا دمیرر در آن نقش بازی کرده‌است، می‌توان به فیلم‌های سینمایی ایواه ایواه (به ترکی استانبولی: Eyyvah Eyvah) اشاره نمود.